# Ong chúa

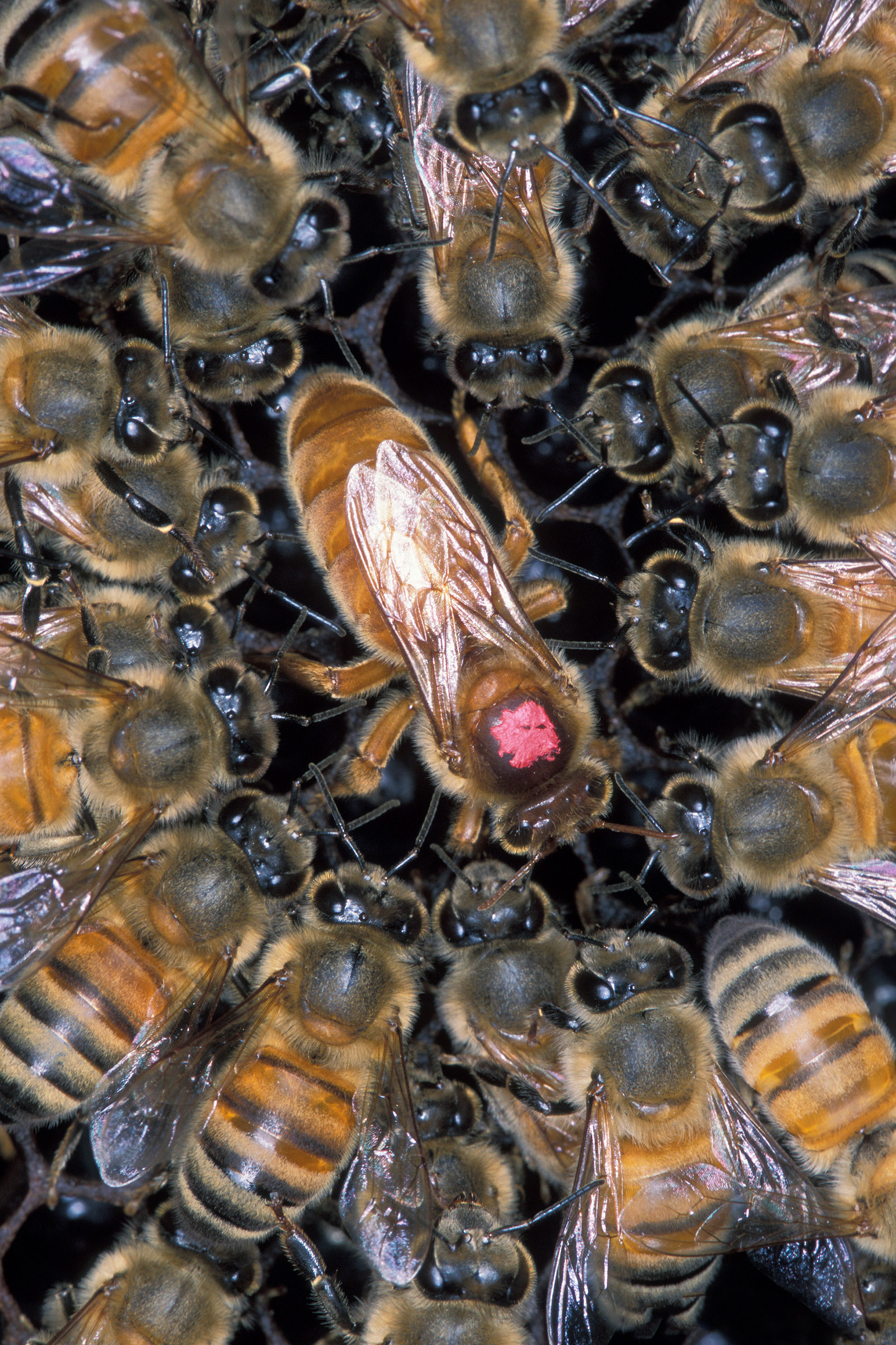
Ong chúa (có đánh dấu) loài Apis mellifera scutellata

Ong chúa là một con ong trưởng thành, đã giao phối sống trong một đàn ong hoặc tổ ong mật, con ong chúa thường là mẹ của hầu hết (một số là con của đời trước), nếu không muốn nói là tất cả những con ong trong tổ ong. Ong chúa phát triển từ ấu trùng được lựa chọn bởi các con ong thợ và cho ăn chế độ đặc biệt để phát dục. Bình thường chỉ có một con ong chúa trưởng thành (đã giao phối) trong một tổ.

## Đặc điểm
Tương tự như loài kiến và mối, tổ ong có ong chúa chuyên làm nhiêm vụ đẻ trứng. Ấu trùng do trứng nở ra được nuôi bởi ong thợ (các con ong thợ này là các con cái đã mất khả năng sinh sản). Những ấu trùng này sẽ lớn lên thành ong non và cuối cùng, trong đàn ong còn có các con ong đực, có số lượng rất ít trong tổ (chỉ khoảng 200 con), chúng chết đi ngay sau khi giao phối với ong chúa.
Ong chúa là con ong cái duy nhất có quyền đẻ trứng trong đàn ong, dài và to hơn các ong đực, ong thợ, cánh ngắn hơn thân, có nhiệm vụ đẻ trứng nhưng không làm ra mật, ong chúa nở từ một cái trứng như các trứng khác, nhưng ấu trùng được nuôi bắng tuyến nước bọt (sữa ong chúa) của ong thợ đặc biệt rất bổ, chứa trong một ổ riêng chỉ sử dụng cho ong chúa hoặc ong chuẩn bị phát triển thành ong chúa. Ong chúa sống 3 - 5 năm, mỗi tổ chỉ có một con ong chúa, nếu trong tổ có nhiều ong sẽ tách thành tổ mới, thường vào mùa xuân. Ong chúa sinh sản tốt nhất là năm đầu. Nếu mất ong chúa, các ong thợ có thể tạo chúa mới.
Vào thập niên 1960, các nhà côn trùng học ở Viện Bảo tàng tự nhiên Paris đã phát hiện ra ong chúa điều khiển các con ong khác trong tổ thông qua nước bọt. Họ cho biết tuyến nước bọt của ong chứa chứa đựng một kho các chất hóa học. Khi được "bức xạ" vào không gian của loài ong, các chất này sẽ truyền tải thông tin đến từng con ong và mệnh lệnh sẽ được chấp hành triệt để. Thành phần của các hóa chất nước bọt vô cùng phức tạp. Người ta mới chỉ phân tích và biệt lập được trên 30 trong số hàng trăm chất khác nhau.
Các nhà nghiên cứu đã thử tước bỏ vũ khí bí mật của ong chúa, bằng cách làm ngừng trệ sự hoạt động của tuyến nước bọt. Kết quả là mọi quyền hành của con ong chúa biến mất, và đàn ong thợ cũng lập tức làm ngơ ong chúa của mình.
Ong chúa mỗi lần đẻ trứng và nở rất nhiều con.